# 瓦尔格拉纳
瓦尔格拉纳（義大利語：Valgrana），是意大利库内奥省的一个市镇。总面积23平方公里，人口815人，人口密度35.4人/平方公里（2009年）。ISTAT代码为004234。